# NGC 6408
NGC 6408 (другие обозначения — UGC 10930, MCG 3-45-7, ZWG 112.17, NPM1G +18.0520, IRAS17366+1854, PGC 60637) — спиральная галактика с перемычкой (SBa) в созвездии Геркулес.
Этот объект входит в число перечисленных в оригинальной редакции «Нового общего каталога».